# Colonie du Pylône
La colonie du Pylône est une maison située sur la commune de Mimizan, dans le département français des Landes. Elle doit sa notoriété au fait d'avoir été louée par Coco Chanel de 1924 à 1930 et employée par cette dernière comme centre de vacances pour ses mannequins et petites mains de la région parisienne.

## Présentation
La colonie du Pylône est une maison bourgeoise de 180 m2 édifiée au début des années 1920 à l'extrémité nord de la rue de la Poste, dans un endroit tout à la fois calme et proche du centre de Mimizan-Plage, au pied de la dune et en lisière de la forêt domaniale, à l'emplacement d'un ancien pylône de chasse à la tourterelle qui lui laissera son nom. De style Île-de-France, elle est dotée d'une entrées parée d'un perron à double escalier.

### Coco Chanel
Elle est bâtie par Madame Lacrouts, qui l'exploite comme pension de famille pendant les premières années, avant de signer un bail en 1924 à Coco Chanel qui souhaite offrir quelques jours de congés à son personnel pendant qu'elle-même séjourne non loin de là, au château Woolsack. À l'autonome 1924, Coco Chanel devient en effet une intime de Hughes Richard Arthur Grosvenor, IIe duc de Westminster, et une visiteuse privilégiée du château dont ce dernier est propriétaire. Jusqu'en 1930, elle y fait des séjours qui lui permettent de se ressourcer, sur les bords du lac d'Aureilhan.
Coco Chanel n'occupera elle-même jamais la colonie du Pylône. Dans un souci de marquer la distance avec ses origines modestes et bien plus à son aise chez le duc, elle laisse la maison à la disposition de ses employées. Quelques années avant l'instauration des congés payés, elle offre ainsi à ses petites-mains, les « cousettes », parfois accompagnées de leurs enfants, et aux mannequins de la Maison Chanel le repos nécessaire entre deux collections et saisons de défilés de mode. Ces jeunes femmes, habituées au tumulte de la vie parisienne, prennent ici le soleil dans des modèles de maillot de bain Chanel, faisant sensation dans la petite station balnéaire de la côte landaise. Celles qui le souhaitent assistent durant leur séjour à l'office religieux à la chapelle à la mer, située non loin de là. Certaines d'entre elles trouvent à Mimizan leur conjoint et s'y établissent.

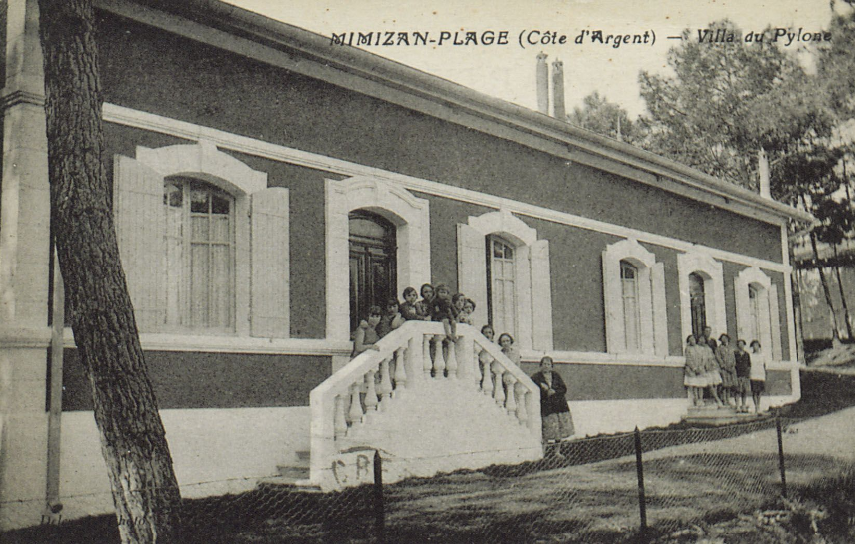
Photo des cousettes devant la colonie du Pylône dans les années 1920.

La belle maison bourgeoise, comptant huit chambres de quatre lits chacune, peut accueillir jusqu'à 32 employées en même temps. Le confort y est à l'origine sommaire. La bâtisse ne compte ni eau courante ni salle-de-bain, une simple pompe Japy dans le jardin permet aux jeunes femmes de se ravitailler en eau. La monitrice, Madame Rose, et la directrice, Fernande Cheroute, se rendent quant à elles à pied vêtues de peignoirs blancs au nouvel établissement d'hydrothérapie de Mimizan afin d'y prendre un bain chaud à l'eau de mer. La vie des vacancières au Pylône reste malgré tout très encadrée. Elles sont ainsi astreintes au respect d'horaires, d'un règlement, et au suivi de cours de couture le matin deux à trois fois par semaine.
L'oisiveté et l'ennui ont raison de la relation entre Coco Chanel et le duc. Le couple se sépare en 1930 et Coco Chanel cesse de venir à Mimizan avec ses employées. À Paris, elle s'enferme dans l'hôtel Ritz et se réfugie dans le travail. Pendant la Seconde Guerre mondiale, l'hôtel Ritz est réquisitionné par l'armée d'Occupation et c'est ainsi qu'elle rencontre l'attaché d'ambassade allemand Hans Gunther von Dincklage qui devient son amant. Interrogée par le comité d'épuration des FFI à la Libération, elle ne sera finalement pas inquiétée, grâce à son amitié avec Winston Churchill, née sur les bords du lac d'Aureilhan en 1927.
Madame Lacrouts reprend l'exploitation de sa maison comme pension de famille en 1931 pendant quatre ans avant de la vendre à Daniel et Christiane Kolm.

### Occupation allemande
Issue d'un milieu favorisé, Christiane épouse Daniel Kolm, Juif polonais de condition plus modeste. Devenus propriétaires de la villa en 1935, ils la transforment en colonie de vacances pour y accueillir des enfants de différents milieux, notamment des enfants juifs. Ils emploient pour les aider une main d'œuvre locale (cuisinières, agent d'entretien, moniteurs). Madame Kolm, ancienne élève de l'École du Louvre, éveille certains de ses jeunes pensionnaires à diverses disciplines artistiques. Au début de la Seconde Guerre mondiale, le couple fuit Paris pour trouver refuge dans sa propriété de Mimizan-Plage. Le recensement des habitants de Mimizan est effectué dès le 15 mai 1940 afin de distribuer une carte d'alimentation aux résidents permanents et aux réfugiés établis dans la commune. Les enfants juifs que compte la colonie sont immédiatement déclarés sous une fausse identité, la directrice changeant les registres d'inscription dans la nuit. Ce geste de « Madame Christiane », tel que la surnomment ceux qui la côtoient, et la discrétion de ses employés les mettront à l'abri.
Le 28 juin 1940, l'armée d'occupation allemande fait son entrée à Mimizan. Des parents font revenir leurs enfants à eux. Une vingtaine d'enfants seront néanmoins confiés à Mme Kolm pendant toute la durée du conflit. En 1942, la colonie est réquisitionnée pour y loger les prisonniers russes enrôlés de force sous l'uniforme allemand et affectés aux travaux de construction des blockhaus du Mur de l'Atlantique (à Mimizan-Plage, deux sont édifiés sur le cordon dunaire au Nord tout proche de la colonie du Pylône, un au Sud) et des routes en béton.

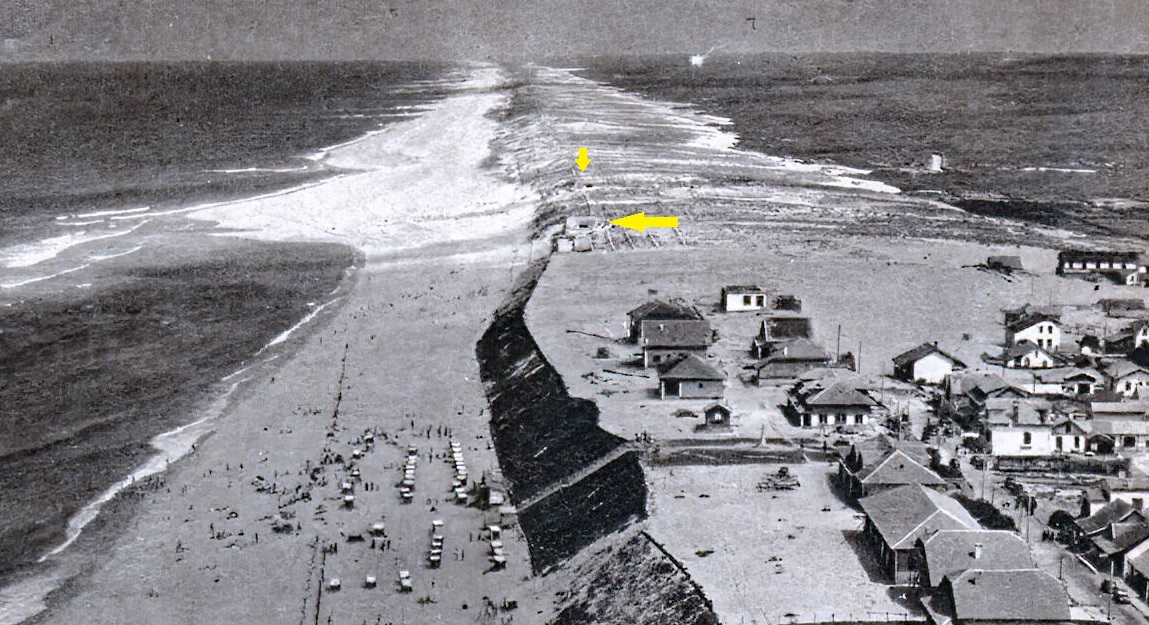
Les deux casemates établies au nord de Mimizan-Plage.

Les enfants de la colonie sont évacués à Escource, au lieu-dit « Le Gaye », où ils poursuivent leur scolarité et leurs activités éducatives jusqu'à la fin du conflit. Mme Kolm sera plus tard décorée de la médaille de la Résistance française et de la Croix Rouge.

### Après-guerre

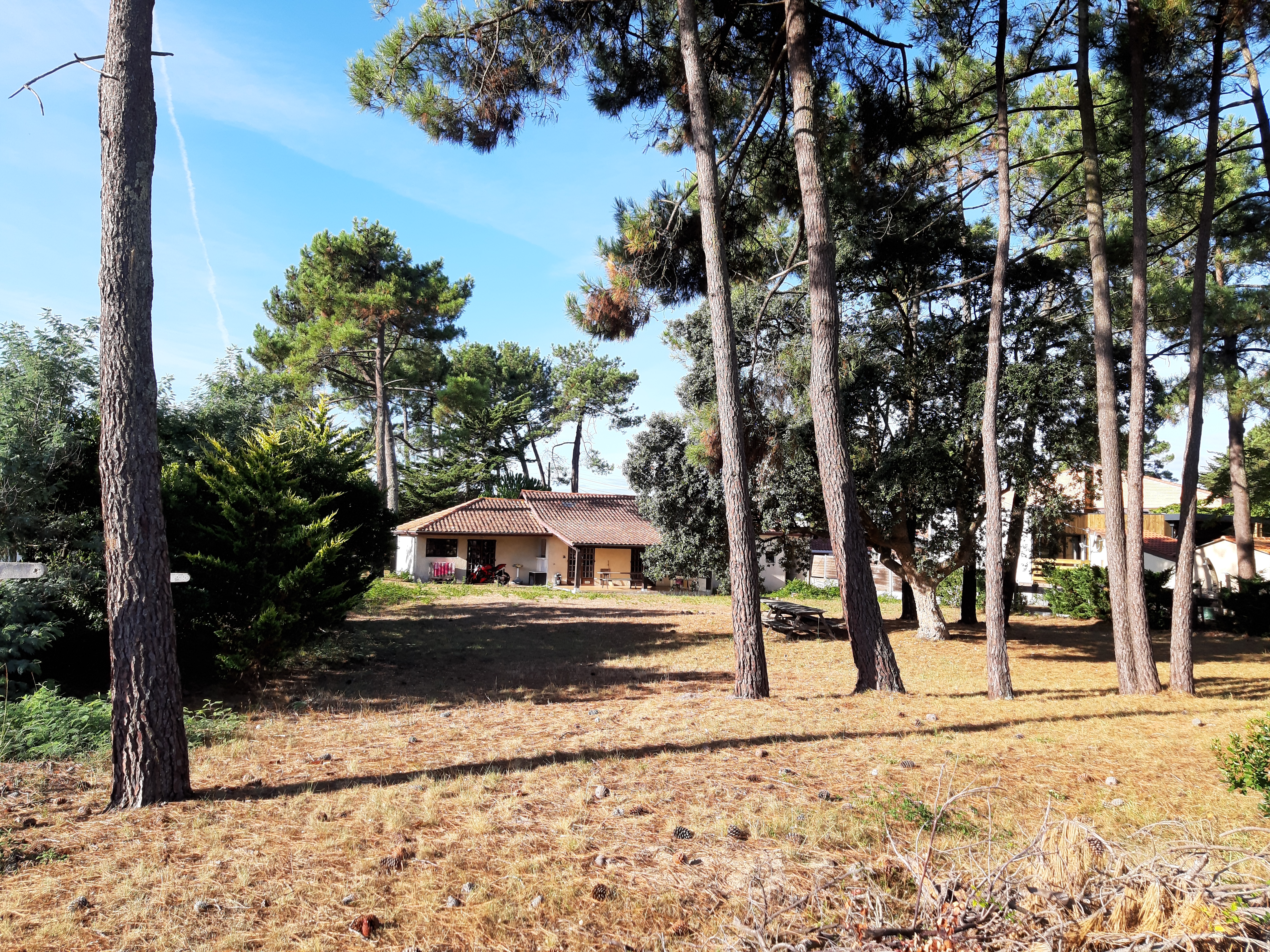
La Datcha, ancienne colonie de vacances à Mimizan-Plage

Après la guerre, certains enfants reviennent dans la colonie du Pylône puis devenus adultes, y envoient leurs propres enfants. Le Pylône est aussi un centre éducatif qui accueille toute l'année des enfants retirés de leur famille, notamment dans des cas de maltraitance sur mineur. Ces enfants, accueillis dans la colonie, sont scolarisés dans les établissements de la commune avec les petits Mimizannais. Une annexe à la colonie, surnommée la Datcha, située sur les bords du Courant de Mimizan, accueille les enfants âgés de 4, 5 et 6 ans. Noël Kolm, troisième des quatre enfants du couple Kolm, reprend avec sa femme Martine la suite de l'œuvre de sa mère. Il décède le 21 février 2013. La colonie du Pylône ferme quelque temps avant d'être vendue. Elle fait l'objet de travaux en 2019 pour y aménager des appartements.